# القويز
القويز، هي قرية من فئة (أ) تقع في محافظة وادي الدواسر، والتابعة لمنطقة الرياض في السعودية. وتبعد القويز عن محافظة وادي الدواسر بمسافة تقارب () كم.